# Campeonato Mineiro Segunda Divisão 1994
In 1994 werd het eerste Campeonato Mineiro Segunda Divisão gespeeld voor voetbalclubs uit de Braziliaanse staat Minas Gerais, waarbij de competitie het derde niveau was van het Campeonato Mineiro, hiervoor was dit het tweede niveau. Door de oprichting van de Campeonato Mineiro Módulo II zakte de competitie een niveau, wel werd de naam Segunda Divisão behouden in plaats van dat dit de Terceira Divisão werd. De competitie werd georganiseerd door de  FMF en werd gespeeld van 14 augustus tot 11 december. Guarani werd kampioen. 

## Eerste fase

### Groep A
| Plaats | Club             | Wed. | W | G | V | Saldo | Ptn. |
| ------ | ---------------- | ---- | - | - | - | ----- | ---- |
| 1.     | Guarani          | 8    | 5 | 3 | 0 | 11:1  | 13   |
| 2.     | Guaxupé          | 8    | 3 | 3 | 2 | 8:5   | 9    |
| 3.     | Sete de Setembro | 8    | 3 | 2 | 3 | 8:11  | 8    |
| 4.     | Montes Claros    | 8    | 2 | 4 | 2 | 6:4   | 8    |
| 5.     | Fabril           | 8    | 0 | 2 | 6 | 6:18  | 2    |

|  | Geplaatst voor zonefinale |

### Groep B
| Plaats | Club               | Wed. | W | G | V | Saldo | Ptn. |
| ------ | ------------------ | ---- | - | - | - | ----- | ---- |
| 1.     | Caratinga          | 8    | 4 | 2 | 2 | 10:3  | 10   |
| 2.     | Ideal              | 8    | 3 | 4 | 1 | 7:5   | 10   |
| 3.     | Santo Antônio      | 8    | 3 | 4 | 1 | 8:7   | 10   |
| 4.     | Aymores            | 8    | 1 | 4 | 3 | 7:11  | 6    |
| 5.     | Nacional de Muriaé | 8    | 1 | 2 | 5 | 8:14  | 4    |

|  | Geplaatst voor zonefinale |

## Tweede fase
| Plaats | Club             | Wed. | W | G | V | Saldo | Ptn. |
| ------ | ---------------- | ---- | - | - | - | ----- | ---- |
| 1.     | Guarani          | 10   | 6 | 1 | 3 | 18:9  | 13   |
| 2.     | Sete de Setembro | 10   | 4 | 5 | 1 | 17:9  | 13   |
| 3.     | Caratinga        | 10   | 3 | 5 | 2 | 9:6   | 11   |
| 4.     | Ideal            | 10   | 3 | 4 | 3 | 13:9  | 10   |
| 5.     | Guaxupé          | 10   | 3 | 4 | 3 | 9:11  | 10   |
| 6.     | Santo Antônio    | 10   | 1 | 1 | 8 | 7:29  | 3    |

|  | Kampioen, promotie naar Módulo II 1995                       |
|  | Promotie naar Módulo II 1995 door terugtrekking andere teams |
|  | Trok zich na dit seizoen terug                               |

### Kampioen
| Campeonato Mineiro de 1994 - Segunda Divisão |
| -------------------------------------------- |
| GUARANI 1º Titel                             |